# Georg Arnold (Musiker)
Georg Arnold (* 23. April 1621 in Feldsberg; † 16. Januar 1676 in Bamberg) war ein österreichischer Komponist und Organist des Barock.

## Leben
Georg Arnold wurde als Sohn des Wolf Arnold im niederösterreichischen Feldsberg geboren. Über seine Jugend und Ausbildung fehlen Nachweise. Von 1640 bis 1649 ist Georg Arnold Organist an der Stadtpfarrkirche St. Markus von Wolfsberg, dem Sitz des Verwalters (Vicedomus) der Bambergischen Besitzungen in Kärnten. Durch den Altisten Adam Arnold ergaben sich Kontakte zur Hofkapelle. In den kulturellen Zentren Kärntens hatte man auch musikalisch den Anschluss an die Strömungen der Zeit gewahrt. In den Inventaren finden sich sowohl italienische wie deutsche Vertreter des neuen, generalbassbegleiteten, konzertierenden Stil, an denen sich der junge Komponist orientieren konnte.
Am 14. September 1649 trat Georg Arnold sein Amt als Hoforganist des Bamberger Fürstbischofs Melchior Otto Voit von Salzburg an. Zu seinen Dienstpflichten gehörte auch das Komponieren und die Ausbildung von Sängerknaben. Nach dem Tod des Hofkapellmeisters Georg Mengel übernahm Georg Arnold zusätzlich Aufgaben als „Director Chori“ am Bamberger Dom. Er entfaltete ein reges kompositorisches Schaffen, um dessen Drucklegung und Verbreitung er stets bemüht war. Zahlreiche Inventare, u. a. auch die Musikaliensammlung des Stockholmer Hofkapellmeisters Gustav Düben (heute Universität Uppsala), verzeichnen seine Werke. Von überregionalen Kontakten zeugt die Aufnahme von Werken anderer Autoren in Arnolds Drucksammlungen, darunter eine Messe des Mainzer Hofkapellmeister Tobias Richter († 1682) und ein Vesperpsalm des Kurfürstlich-Münchener Hofkapellmeister Giovanni Giacomo Porro (1590–1656).
Georg Arnolds kompositorischer Schaffen galt hauptsächlich der wortgebunden Musik. Trotzdem löste im 20. Jahrhundert sein instrumentales Opus tertium von 1659 größeres Interesse aus. Hier erreichen vor allem die Canzonen und Sonaten für zwei bis vier Violinen und Basso continuo, z. T. mit Viola und Fagott, ein bediegenes Niveau. In den Psalmi de Beata Maria Virgine von 1662 verwendet Arnold die als „Verstimmung oder Accord“ bezeichnete Scordatura der Violinen. In seinen Messen knüpft Arnold an den großbesetzten Stil süddeutsch-barocker Kirchenmusik der 1. Hälfte des 17. Jahrhunderts an. Zunehmend tritt an die Stelle räumlicher Klangwirkung ein mehr von der Dynamik beherrschter Solo-Tutti-Wechsel. Gattungsgeschichtlich streben seine Messen dem Typus der Kantatenmesse zu. Bereits eine Teilsichtung der 72 Geistlichen Konzerte lässt erkennen, dass besonders die liturgisch freien, mystizierenden Texte seine gestalterische Phantasie am stärksten anregte.
Georg Arnolds ältester Sohn, Georg Adam Arnold (1645–1711), war Musiker und Maler. Von 1685 bis 1711 amtierte er als Hoforganist in Bamberg. Er fertigte u. a. zwei große Ölgemälde des barockisierten Inneren des Bamberger Doms.

## Werk

### Vokalmusik
- Liber primus sacrarum cantionum für 2–5 Singstimmen und Instrumente (Nürnberg, 1651)
- Operis secundi liber I missarum, psalmorum et Magnificat für 5 Singstimmen und Instrumente (Innsbruck, 1656)
- Liber II sacrarum cantionum für 4–7 Singstimmen und Instrumente (Innsbruck, 1661)
- Psalmi de Beata Maria Virgine für 3 Singstimmen und Instrumente (Innsbruck, 1662)
- Psalmi vespertini für 2 Solostimmen, Ripienochor und Instrumente (Bamberg, 1663)
- Opus sextum. Tres missae pro defunctis et alia missa laudativa für 4–7 Singstimmen und Instrumente (Bamberg, 1665)
- Mottetae tredecim selectissimae de nomine Jesu für Singstimme und Instrumente (Kempten, 1672)
- Prima pars. Quatuor missae für 4 Singstimmen und Instrumente (Bamberg, 1672/1673), identisch mit Missarum quaternio (Bamberg, 1675)

### Instrumentalmusik
- Canzoni, ariae et sonatae für 1–4 Violinen, Violen und Bc. (Innsbruck, 1659)

### Handschriften
- 22 Abschriften von Gustav Düben aus den Jahren 1663, 1664 und 1665 (im Besitz der UB Uppsala), z. T. identisch mit Werken aus den Drucken von 1661 und 1663
- Music zu lieben begir ich bin, Kanon für 2 Stimmen, autogr. Eintrag in Liber amicorum von J. G. Fabricius, 1660